# Борьба за наследство Кнуда Могучего

## Предыстория
Во время своего правления Кнуд Могучий захватил Норвегию и Англию. После его смерти Англией владел его сын Гарольд I, Данией — другой сын, Хардекнуд, а Норвегией — представитель династии Хорфагеров Магнус I Добрый.

## Политика Хардекнуда
Хардекнуд хотел возродить империю своего отца и потребовал престол Норвегии. Потом он пошёл войной на своего брата Гарольда и завоевал Английское королевство. Магнус Норвежский заключил с Хардекнудом договор, по которому тот из них, который переживёт другого, берёт себе владения умершего. Хардекнуд умер в 1042 году, и Магнус стал королём Дании и Норвегии.

## Завещание Магнуса Олафссона
В 1046 в Норвегию прибыл Харальд III Суровый, дядя Магнуса. В следующем году Магнус умер, завещав Данию двоюродному брату покойного Хардекнуда Свену. Норвегия оставалась под контролем Хорфагеров.

## Набеги на Данию
Харальд был недоволен завещанием Магнуса и стал грабить датские берега. Его боялись все даны. Но Харальд не заполучил Данию.

## Восстания лендрманов
Многие лендрманы переходили на сторону Дании, из-за того, что Харальд пытался убить всех заговорщиков против Олафа Святого. Например Кальва Арнессона и Эйнара Брюхотряса.
Эйнар Брюхотряс поднял восстание бондов. А Кальв Арнессон и не пытался поднимать восстание. Он был близким советником Харальда.
Харальд подготовил заговор против Эйнара Брюхотряса. Он удался. Потом Харальд пытался убить Кальва Арнессона. Он послал его сражаться с данами, и сказал, что прибудет на помощь. Помощи Арнессон не дождался: его убили даны.
Брат Кальва, Финн Арнессон отказался дальше служить норвежскому королю и переехал в Данию. Тоже самое сделал Хакон Иварссон, родственник Эйнара Брюхотряса.

## Возвышение рода Годвинов
После смерти Хардекнуда в 1042 году, на Английский престол взошёл представитель древней Уэссекской династии Эдуард Исповедник. Он оказался слабым правителем.
Дворянский род Годвинов набирал силу. В конце концов в 1066 году власть захватил Гарольд Годвинсон.

## СоперничествоНормандиии Норвегии
В том же 1066 году Харальд Суровый и Вильгельм Нормандский поссорились из-за Англии. Харальд Суровый начал боевые действия в Англии вместе с сыном Олафом. Харальд потерпел поражение в битве при Стамфорд-Бридже и погиб. Олаф вернулся на родину живым.
Теперь начал действия герцог Нормандский. Гарольд II Годвинсон потерпел поражение в битве при Гастингсе.

## Магнус II и Олав III против Свена Эстридсена
Когда в Норвегию вернулся Олав Харальдссон, его брат Магнус II разделил королевство добровольно. Магнус и Олав жили в согласии. Вильгельму Завоевателю они обещали никогда не нападать на Англию.
В 1067 году Свен II потребовал престол Норвегии. Но Олав дал отпор датскому королю.
В 1069 умирает Магнус II, и Олав Тихий становится единоличным правителем. В следующем году, Олав женится на дочери Свена II, а сестра Олава выходит замуж за сына Свена. На этом борьба закончилась.